# Fred Branfman

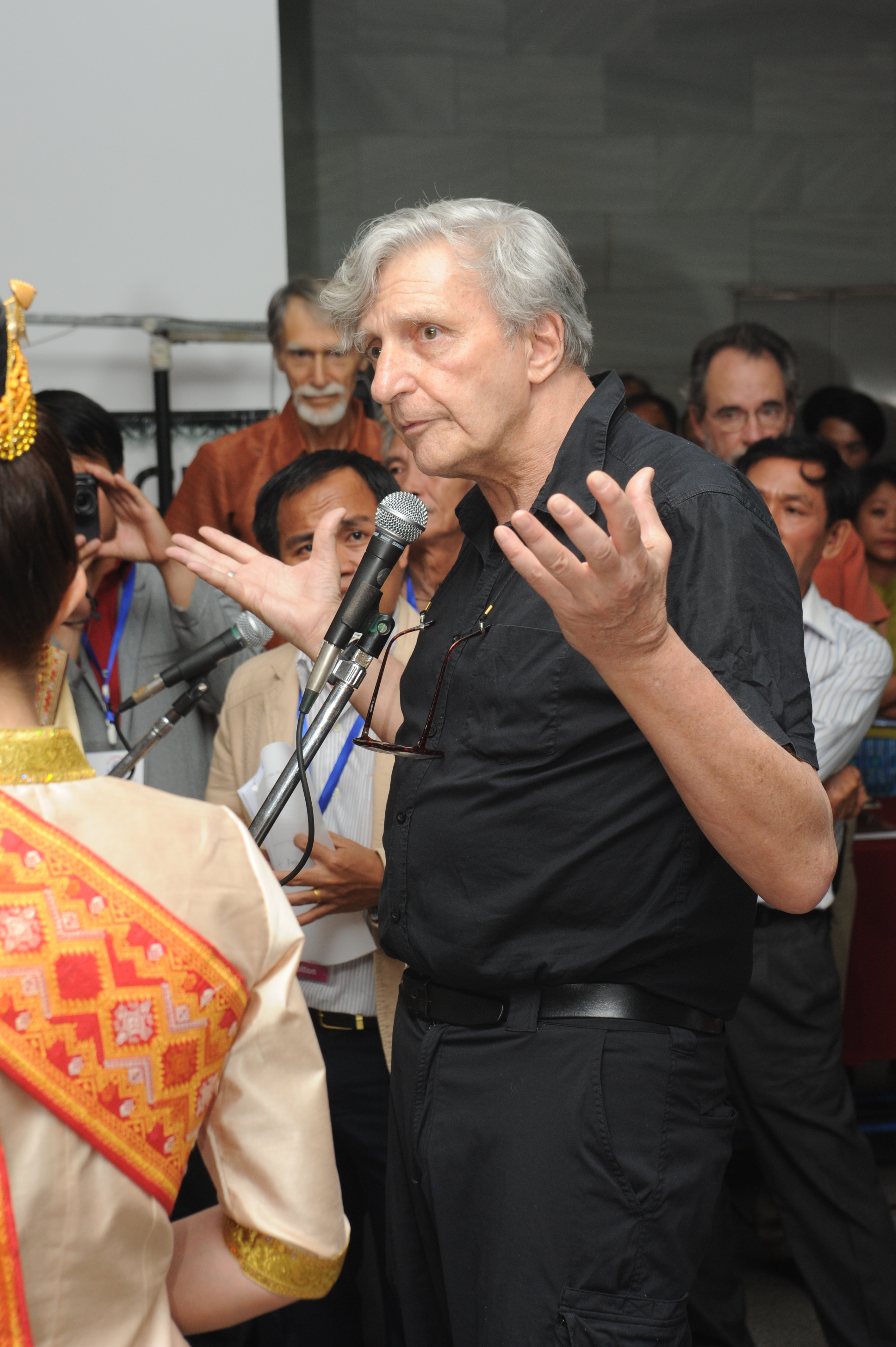
Fred Branfman (2010)

Frederick Robert Branfman (* 18. März 1942 in New York City, New York; † 24. September 2014 in Budapest, Ungarn) war ein US-amerikanischer Anti-Kriegs-Aktivist und Autor einer Reihe von Büchern über den Vietnamkrieg. Branfman deckte 1969 die großflächige Bombardierung von laotischen Zivilisten durch die US-Armee während des Vietnamkrieges auf.

## Leben
1969 arbeitete Branfman in Laos als Berater für die US-Regierung, als im September 1969 Tausende Menschen vor den US-Bombardierungen in die laotische Hauptstadt Vientiane flüchteten. US-Beamte, die er befragte, teilten ihm mit, dass die Amerikaner nichts mit den Bomben zu tun hätten. Branfman nahm daraufhin eigene Ermittlungen auf. Zuvor als Übersetzer für die internationalen Medien arbeitend und fließend laotisch sprechend, interviewte er eine große Zahl von Flüchtlingen, die von den Bombardierungen berichteten. Im Herbst 1970 reiste Branfman für ein Interview mit dem ehemaligen US-Offizier Jerome Brown nach Bangkok. Von diesem erfuhr er, dass die US-Piloten ihre Bomben aus großer Höhe abwarfen und sich bei der Zielauswahl an bereits vorhandenen Kratern oder Dörfern orientierten. Branfman gab seine Informationen an die beiden bei der New York Times angestellten Journalisten Henry Kamm und Sydney Schanberg sowie Ted Koppel von ABC weiter und veröffentlichte eigene Artikel in Harper’s Magazine, Playboy, The New Republic, Washington Post sowie der New York Times. Am 22. April 1971 sprach Branfman vor dem Edward Kennedy Senate Subcommittee on Refugees in Capitol Hill, Washington.
Später arbeitete er als politischer Berater für den kalifornischen Gouverneur Jerry Brown, Gary Hart und Tom Hayden.
Branfman lebte zuletzt in Budapest und arbeitete als Schriftsteller. Er starb dort am 24. September 2014 im Alter von 72 Jahren an den Folgen einer Erkrankung an Amyotrophe Lateralsklerose.

## Werke (Auswahl)
- The Third Indochina War. Bertrand Russell Peace Foundation, Nottingham 1979, ISBN 0-85124-048-8.
- The Old Man. A Biographical Account of a Lao Villager. University of Amherst, Amherst, Mass. 1979.
- Voices from The Plain of Jars. Life Under an Air War. Harper & Row, New York 1972.
- Life under the Bombs. Project Air War. Harper & Row, New York 1972, ISBN 0-06-090300-7.
- The Village of the Deep Pond, Ban Xa Phang Meuk, Laos (International Area Studies Programs). University of Massachusetts, Amherst, Mass. 1978.